# Henry Hermansen
Henry Hermansen (Lunner, 13 april 1921 – Oslo, 18 januari 1997) was een Noors biatleet en langlaufer. In beide disciplines behaalde hij op wereldkampioenschappen een medaille. In 1950 behaalde hij de bronzen medaille op het estafette-onderdeel op het Wereldkampioenschap langlaufen, en in 1959 en 1962 behaalde hij dezelfde medaille op het estafette-onderdeel van het Wereldkampioenschap biatlon. In 1960 nam hij ook deel aan het 20km-evenement van het biatlon tijdens de Olympische Winterspelen. Hij eindigde op de tiende plaats. 